# 欧比尼 (阿列省)
欧比尼（法語：Aubigny，法語發音：[obiɲi] ⓘ）是法国阿列省的一个市镇，位于该省北部，属于穆兰区。

## 地理
欧比尼（46°40'56"N, 3°9'57"E）面积17.14 平方千米，位于法国奥弗涅-罗讷-阿尔卑斯大区阿列省，该省份为法国中部省份，北起涅夫勒省、西北接谢尔省，西南至克勒兹省，南至多姆山省，东南临卢瓦尔省，东临索恩-卢瓦尔省。
与欧比尼接壤的市镇（或旧市镇、城区）包括：阿贡日、巴涅、库宗、圣莱奥帕丹多日、阿列河畔新城、尚特奈圣安贝尔、特雷奈。

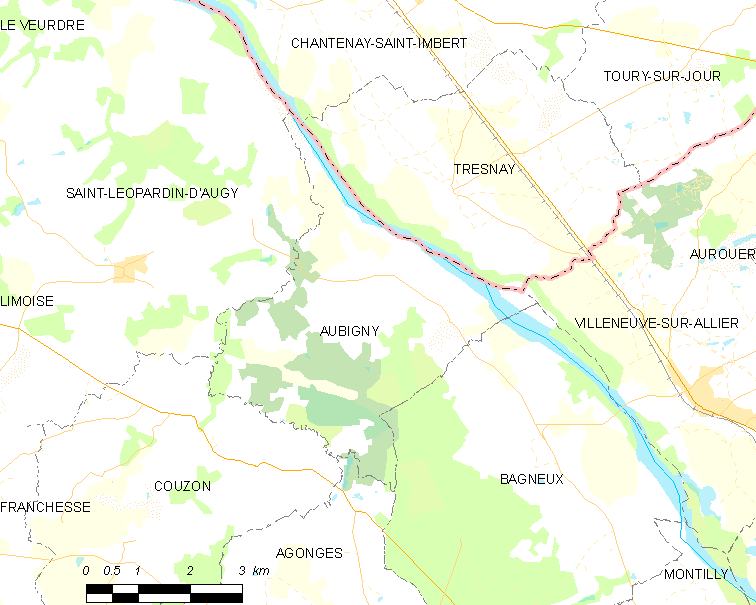
的OSM定位图

欧比尼的时区为UTC+01:00、UTC+02:00（夏令时）。

## 行政
欧比尼的邮政编码为03460，INSEE市镇编码为03009。

## 政治
欧比尼所属的省级选区为穆兰第一县。

## 人口

1962-2008年间人口变化图示

欧比尼于2022年1月1日时的人口数量为146人。